# Héctor Raúl Rondán
Héctor Raúl Rondán Fernández es un ex ciclista uruguayo. Nació en Fray Bentos el 28 de abril de 1953. Fue profesional durante los años 1980 y 1981 en el equipo Reynolds. Fue el primer ciclista uruguayo que corrió en una de las Grandes Vueltas, al participar en la Vuelta a España de 1980.

## Biografía
Comenzó a correr a los 12 años en el Club Ciclista Artigas de Fray Bentos. En juveniles pasó al Club River de la misma localidad. A los 17 años fue fichado por el Club Ciclista Joselín de Mercedes y con 18 años ya era integrante de la Selección Uruguaya debutando en la Vuelta a Guatemala (17 etapas). En este club permaneció hasta el año 1977, logrando dos victorias de etapa en la Vuelta Ciclista del Uruguay, una en 1974 en Paysandú y otra en 1975 en su ciudad natal. Durante la etapa de ciclista en Uruguay obtuvo alrededor de 110 triunfos. 
En 1978 emigró a España cuando le fichó el equipo Reynolds en la categoría amateur durante 2 años. Obtuvo 21 primeros puestos. En el año 80 pasó a profesionales con este mismo equipo y formó parte del mismo en la Vuelta a España, siendo el primer uruguayo en lograrlo, aunque no acabó la carrera. Permaneció durante dos temporadas consiguiendo una victoria en la tercera etapa de la Vuelta a Burgos, un segundo puesto en la etapa reina de la Vuelta a Castilla, un segundo puesto en el Circuito de Guecho y un cuarto puesto en la tercera etapa de la Vuelta el Azahar (Valencia).
En el 82 comenzó su andadura como técnico. Fue llamado por Angel Corral de Aperitivos Aspil para dirigir el equipo élite de 1ª y 2ª categoría. En el 84 dirigió el equipo Kaiku-Gurelesa en la misma categoría. El siguiente fue Cafés Branik-La Brasileña donde ya comenzó con los equipos femeninos. Ese año formó un equipo muy fuerte a nivel nacional “Irabia intersport”. A continuación el equipo se pasó a llamar Telcom. En el año 1996 fue nombrado Seleccionador Español de féminas.
En todos estos años siempre ha estado ligado al velódromo Miguel Induráin (Navarra).
En 2006 formó un equipo de pista a nivel nacional, al cual llamó Club Ciclista Joselín, patrocinado por Limutaxi-Conor. En 2007 comenzó con el equipo Profesional UCI de pista Reyno de Navarra al que luego sumó equipos masculinos sub-23 de ruta y de féminas.
A principios de 2013 fue galardonado como mejor técnico deportivo de 2012, en los Galardones Deportivos de Navarra.

## Palmarés
Amateur:
- En Uruguay obtuvo 110 victorias
- En España obtuvo 21 victorias

Profesional:
- 1º 3ª etapa de la Vuelta a Burgos
- 2º 4ª etapa de la Vuelta a Castilla
- 2º Circuito de Guecho
- 4º 3ª etapa de la Vuelta el Azahar (Valencia)

## Trayectoria como técnico
- 1982 - Aperitivos Aspil
- 1984 - Kaiku-Gurelesa
- 1985 - Cafés Branik-La brasileña
- 1986 - Irabia Intersport (Féminas)
- 1988 - Telco´m
- 1996 - Seleccionador Español de féminas
- 2006 - Limutaxi-Conor
- 2007-Actualidad - Reyno de Navarra

## Equipos
- Club ciclista Artigas
- Club River
- Club ciclista Joselín de Mercedes
- Reynolds (Amateur 1978 - 1979)
- Reynolds (1980-1981)